# Xen (álbum)
Xen es el primer álbum de estudio de la productora venezolana de música electrónica Arca, lanzado el 4 de noviembre de 2014 a través de Mute Records.  El álbum se grabó de forma mayoritariamente improvisada durante un período de seis meses en 2014.

## Trasfondo
El título del álbum es una referencia al nombre que Arca le dio a su «espíritu femenino», que es retratado en las ilustraciones y los vídeos del álbum. Según la artista, en una conversación con el diseñador Jesse Kanda, este le preguntó si «había tenido un nombre de niña cuando era pequeña», a lo que Arca le respondió, describiendo a Xen: «tengo esta imagen en mi cabeza cuando escucho una canción mía que realmente me encanta o con la que me siento feliz. Me muevo muy lentamente de una manera muy femenina [y] cierro los ojos y veo a este ser desnudo que existe frente a una audiencia. Todos se sienten atraídos y repelidos por ella al mismo tiempo».
Tras reflexionar sobre esta conversación, Arca sintió que «todas esas eran proyecciones de mi psique; de cómo veía mi propia sexualidad y cómo me relacionaba con la gente a través de la lente de la sensualidad. Xen es un 'ello'. Me inclino a llamar a Xen 'ella' en respuesta al hecho de que la sociedad históricamente se inclina a favor de que los hombres tengan más poder. Que yo llame a Xen 'ella' es una igualación de eso».
Arca señaló que los títulos de las canciones tienen poco significado a excepción de «Failed», que fue escrita sobre su entonces novio Daniel Sannwald.

## Recepción crítica
En el sitio web Metacritic, que asigna una calificación normalizada de 100 a las reseñas de críticos reconocidos, el álbum recibió una puntuación promedio de 79, basada en 22 reseñas. AllMusic dijo que «la forma en que Arca juega con el tiempo y lo decora, dejando que los sonidos y los estados de ánimo muten espontáneamente, hace de Xen una imagen completa de [su] arte mientras que a la vez promete mucho más». La reseña de la revista de música Clash, por su lado, describió el álbum como un «cautivador, a veces inexplicable alcance de puntos altos dolorosos y bajos abatidos». El sitio web Consequence afirmó que el «tiempo de Arca junto a Gesaffelstein se sumó a [su] comprensión del espacio entre los ritmos y el poder emotivo de estas vacilaciones». The Observer dijo que Xen es «uno de esos álbumes que reafirma elegantemente el atractivo de la música digital, expresando matices y estados del ser que quedan fuera del espectro analógico».
La reseña de Pitchfork, a su vez, indicó: «Tomado en su conjunto, este es un álbum sobre unidades inestables, cosas que no pueden mantenerse unidas fácilmente, totalidades que se rompen en pedazos y se vuelven a unir en formas nuevas y desconocidas», mientras que PopMatters dijo: «Este es un material inflexible, con poca reserva, y el efecto final es uno que no solo lleva su corazón, sino su alma, en la manga». Menos positiva en su apreciación fue la reseña de la revista musical Fact, que indicó: «Incluso tomando en cuenta que [sus] habilidades como productora no están en duda, la escritura de Xen es demasiado irregular para alcanzar por completo las ambiciones de Ghersi. Aún así, no le faltan ideas».

## Lista de canciones
Todas las canciones escritas y compuestas por Arca. 
| Edición estándar |                   |          |  |
| N.º              | Título            | Duración |  |
| 1.               | «Now You Know»    | 3:58     |  |
| 2.               | «Held Apart»      | 1:20     |  |
| 3.               | «Xen»             | 3:18     |  |
| 4.               | «Sad Bitch»       | 1:55     |  |
| 5.               | «Sisters»         | 2:21     |  |
| 6.               | «Slit Thru»       | 2:12     |  |
| 7.               | «Failed»          | 3:40     |  |
| 8.               | «Family Violence» | 2:13     |  |
| 9.               | «Thievery»        | 2:33     |  |
| 10.              | «Lonely Thugg»    | 2:56     |  |
| 11.              | «Fish»            | 2:07     |  |
| 12.              | «Wound»           | 2:09     |  |
| 13.              | «Bullet Chained»  | 2:51     |  |
| 14.              | «Tongue»          | 2:59     |  |
| 15.              | «Promise»         | 2:52     |  |

| Canción adicional en la edición japonesa |             |          |  |
| N.º                                      | Título      | Duración |  |
| 16.                                      | «Boyfriend» | 3:43     |  |

| Vinilo lado C |                          |          |  |
| N.º           | Título                   | Duración |  |
| 1.            | «Empath»                 | 1:37     |  |
| 2.            | «Get in the Fucking Car» | 2:58     |  |
| 3.            | «Snatch»                 | 1:51     |  |
| 4.            | «Vanity»                 | 2:30     |  |

| Vinilo lado D |                                   |          |  |
| N.º           | Título                            | Duración |  |
| 1.            | «Dog Crying at Its Owner's Grave» | 3:05     |  |

## Posicionamiento en listas
| Listas (2014)                            | Mejor posición |
| ---------------------------------------- | -------------- |
| Japón (Oricon)                           | 109            |
| Estados Unidos (Dance/Electronic Albums) | 8              |
| Estados Unidos (Top Heatseekers Albums)  | 6              |
| Estados Unidos (Independent Albums)      | 47             |